# Biblioteca e Museu Presidencial Ronald Reagan
A Biblioteca Presidencial Ronald Reagan é o repositório de registros presidenciais da administração de Ronald Reagan, 40.º Presidente dos Estados Unidos, e o local de enterro do ex-presidente e da ex-primeira-dama, Nancy Reagan. É a maior das 13 bibliotecas presidenciais operadas pelo governo federal, contendo milhões de documentos, fotografias, filmes e fitas. Há uma exposição permanente que cobre a vida do presidente, além de objetos como o Air Force One, a aeronave usada pessoalmente pelo presidente, e uma seção de alvenaria do Muro de Berlim. Em 2007, milhares de artefatos foram encontrados desaparecidos, e a manutenção de registros e a quebra de software de segurança foram responsabilizadas.
A biblioteca está localizada em Simi Valley, no sul da Califórnia, e foi projetada por Hugh Stubbins and Associates. É administrada pelos Arquivos Nacionais e Administração de Documentos (NARA).

## Dedicação

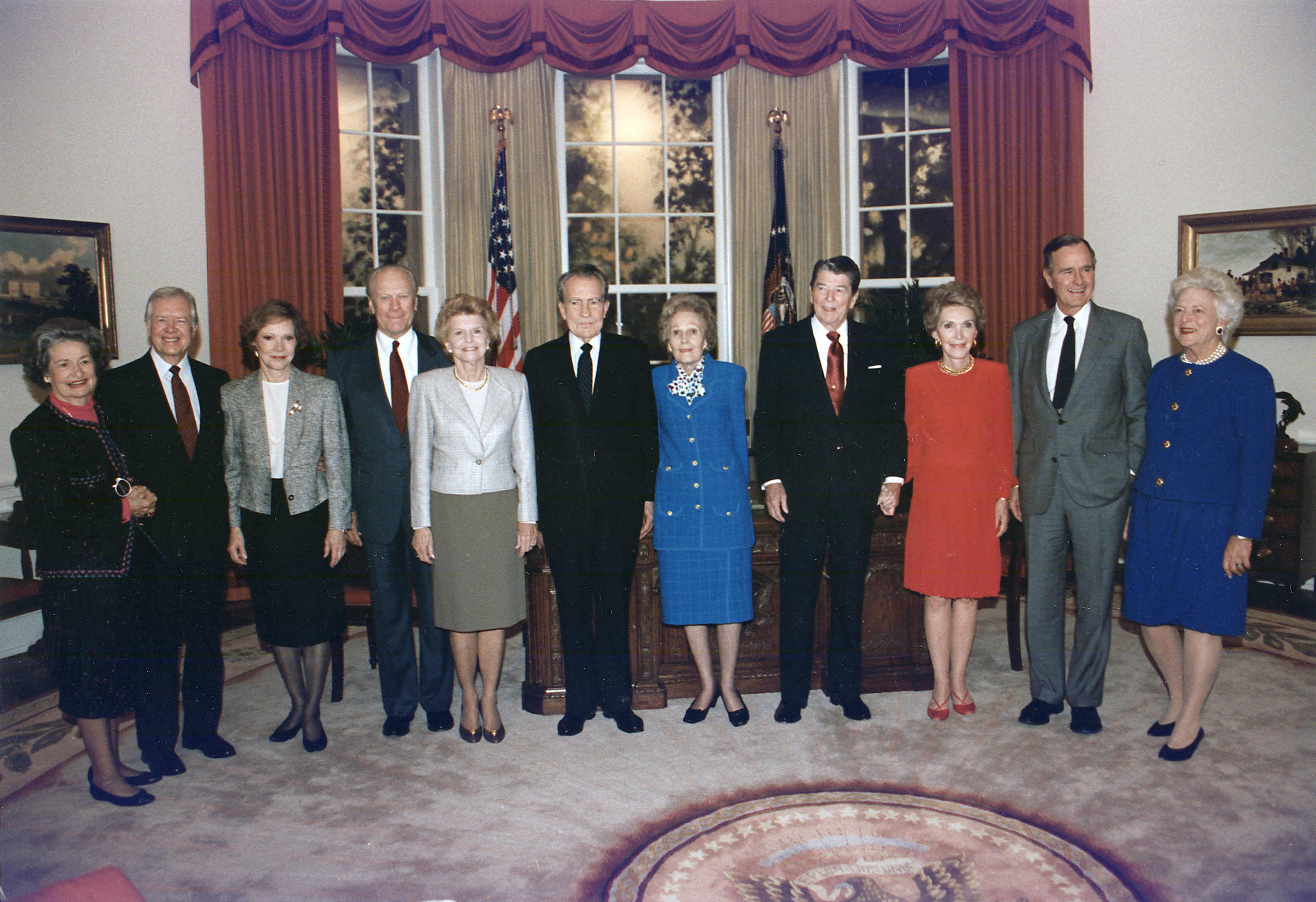
Ex-presidentes e primeiras-damas dedicando a biblioteca: Lady Bird Johnson, Jimmy Carter, Rosalynn Carter, Gerald Ford, Betty Ford, Richard Nixon, Pat Nixon, Pat Nixon, Ronald Reagan, Nancy Reagan, George H.W. Bush e Barbara Bush

Foi inicialmente planejado construir a Biblioteca Reagan na Universidade de Stanford, e um acordo foi alcançado com a universidade em 1984. Esses planos foram cancelados em 1987, e o local autônomo em Simi Valley foi escolhido no mesmo ano.
Projetado por Hugh Stubbins and Associates, a biblioteca fica em Simi Valley, Califórnia, cerca de 64 km a noroeste do centro de Los Angeles e 24 km a oeste de Chatsworth.
A agência de design de Nova York Donovan / Green foi contratada para projetar os espaços interiores e de exposições da instalação com a parceira Nancye Green supervisionando o projeto. A construção da biblioteca começou em 1988 e o centro foi dedicado em 4 de novembro de 1991. No momento de sua dedicação, era a maior biblioteca presidencial. As cerimônias de dedicação foram a primeira vez na história dos Estados Unidos que cinco ex- presidentes dos Estados Unidos se reuniram no mesmo local: Richard Nixon, Gerald Ford, Jimmy Carter, o próprio Ronald Reagan e George H. W. Bush. Seis ex-primeiras damas também participaram: Lady Bird Johnson, Pat Nixon, Betty Ford, Rosalynn Carter, Nancy Reagan e Barbara Bush. Apenas a ex-primeira-dama Jacqueline Kennedy Onassis não compareceu. Mas estavam presentes seus filhos Caroline Kennedy Schlossberg e John F. Kennedy Jr., juntamente com Luci Johnson Turpin, filha mais nova do presidente Lyndon B. Johnson, além de descendentes de Franklin D. Roosevelt.